# Caulospongia elegans
Espèce
Synonymes
Plectodendron elegans Lendenfeld, 1888
Caulospongia elegans est une espèce d'éponges de la famille des Suberitidae et de l'ordre Suberitida.
Le spécimen type a été collecté dans l'écorégion des fleuves Manning et Hawkesbury, en Nouvelle-Galles du Sud, en Australie.